# Cizre
Cizre (izg.  [dʒizˈɾe], kurdsko Cizîr‎ ali Cizîra Botan, arabsko جزيرة ابن عمر‎: Jazīrat Ibn ʿUmar, sirsko ܓܙܝܪܐ‎: Gzirā ali Gziro) je mesto v turški provinci Şırnak v jugovzhodni Anatoliji na meji s Sirijo, nedaleč od tromeje Turčija-Sirija-Irak.
Med prebivalci prevladujejo Kurdi. Sledijo jim prebivalci asirsko/sirskega porekla in druge manjšine.  Na severu, vzhodu in jugu ga obdaja Tigris. Od tod izhaja tudi njegovo ime, ki v arabščini pomeni Otok (جزيرة:  jazīra).
Mesto ima sredozemsko podnebje (Csa) z mokrimi, milimi in redko snežnimi zimami in suhimi, izjemno vročimi poletji. Poletne dnevne  temperature 45 °C ali več so povsem običajne. Zimske temperature padejo tudi pod 0 °C.
Cizre je eno od mest, v katerih naj bi bil Noetov grob. 